# يوهان أوريمو
يوهان أوريمو (بالسويدية: Johan Oremo)‏ (24 أكتوبر 1986 في السويد - ) هو لاعب كرة قدم سويدي في مركز الهجوم. شارك مع منتخب السويد تحت 21 سنة لكرة القدم ومنتخب السويد لكرة القدم. أما مع النوادي، فقد لعب مع غيفلي ونادي يورغوردينس وSöderhamns FF ‏ وRengsjö SK ‏ وBollnäs GIF Fotboll ‏.

## روابط خارجية
- يوهان أوريمو على موقع اتحاد السويد (السويدية)
- يوهان أوريمو على موقع قاعدة بيانات كرة القدم.إي يو (الإنجليزية)
- يوهان أوريمو على موقع ناشيونال فوتبول تيمز (الإنجليزية)